# Знерожування

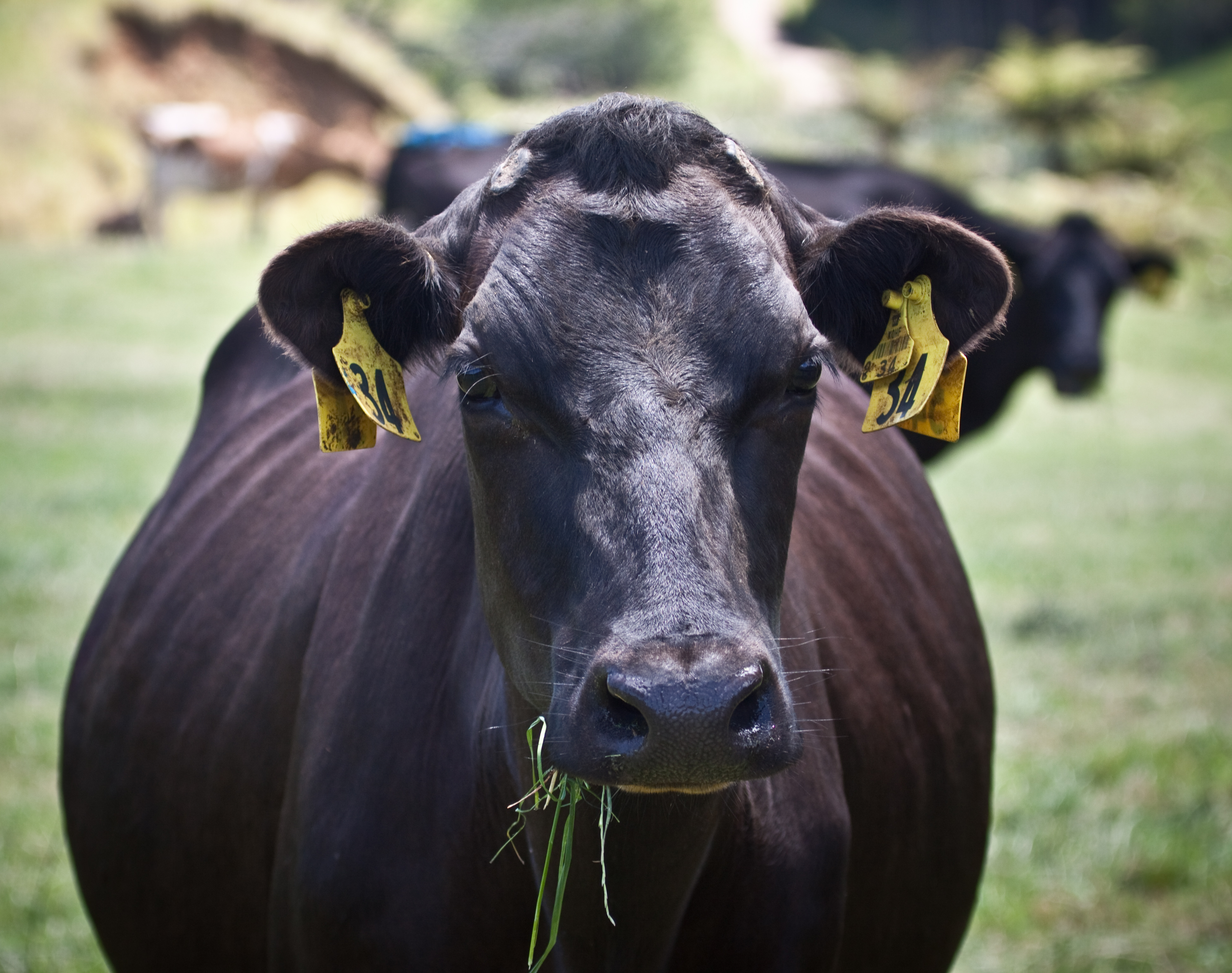
Корова без рогів

Знероження, декорнуація (від лат. de — відміна, cornu — ріг) — видалення рогів тварини або перешкоджання їх росту.

## Особливості
Рогату худобу знерожують, щоб запобігти пошкодженню тварин і людини; при неправильному зростанні, хворобах та переломах рогів. Декорнуацію оленів роблять для одержання пантів.
Знерожування: телята 3-5 діб — втирання сильних лугів, кислот та ін. в роговий горбок; 2-3 тижні — припікання горбка термокаутерами; 4-8 тижнів — висічення трубчастим ножем; 3-6 місяців — висічення секатором; дорослі — надягання після знеболювання на основу рогу кільця з вакуумної гуми, відпадання рогів відбувається через 4-8 тижнів, або спилювання дротяною або лучковою пилкою. Після видалення рогів проводиться обробка ран антисептиками. Не рекомендується проводити декорнуацію у другій половині вагітності тварини.